# Clueso

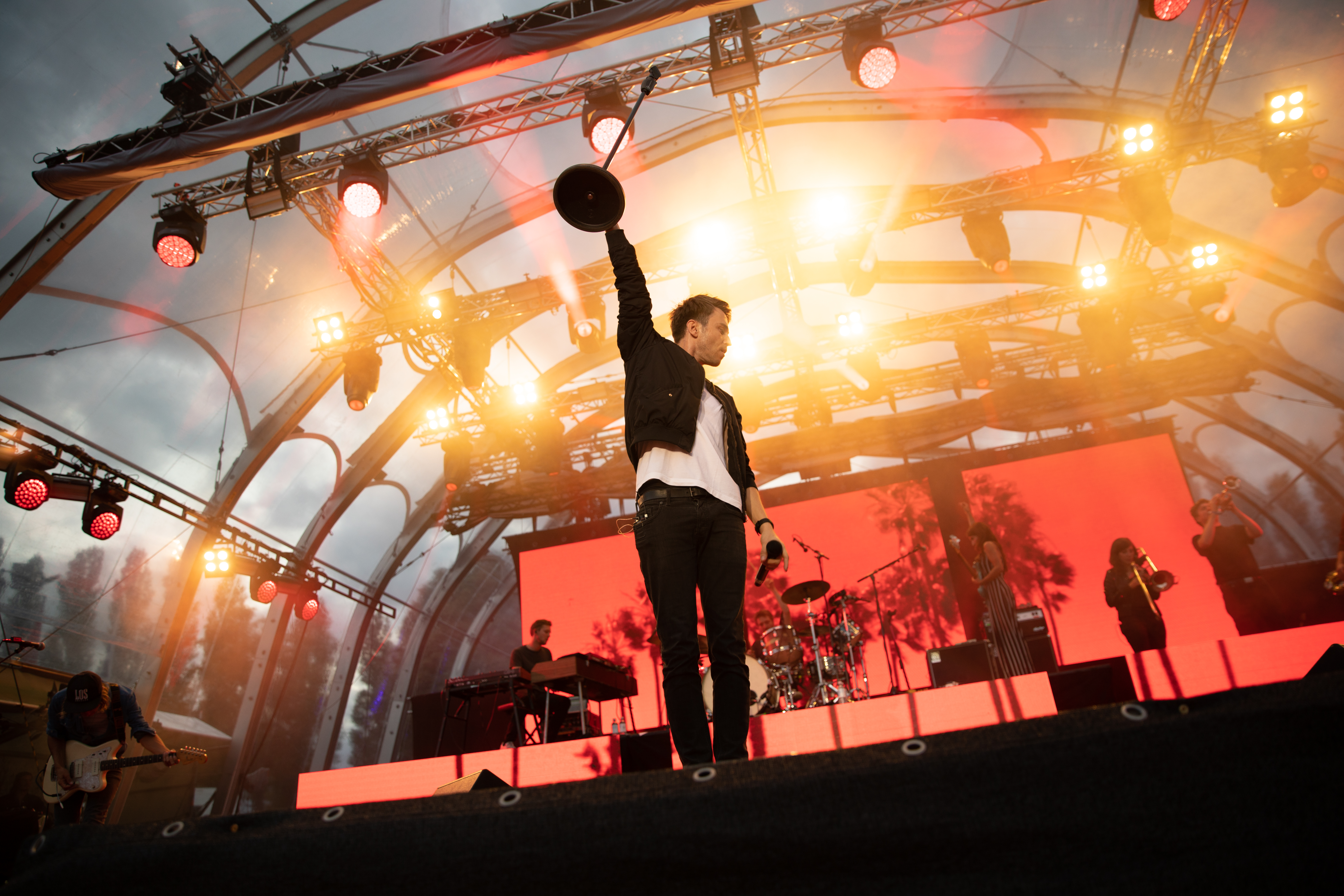
Clueso & Band, 2018

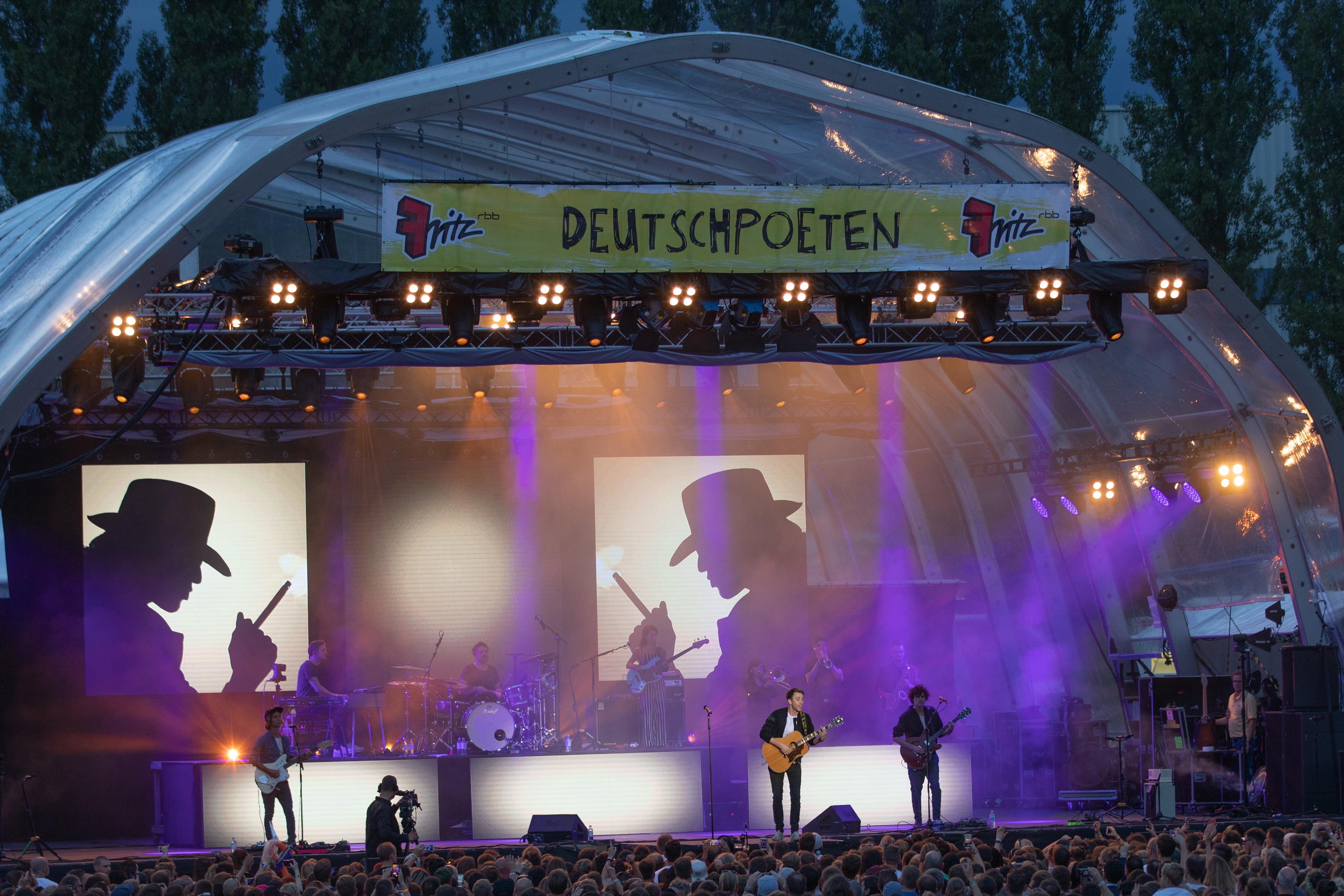
Clueso & Band, 2018

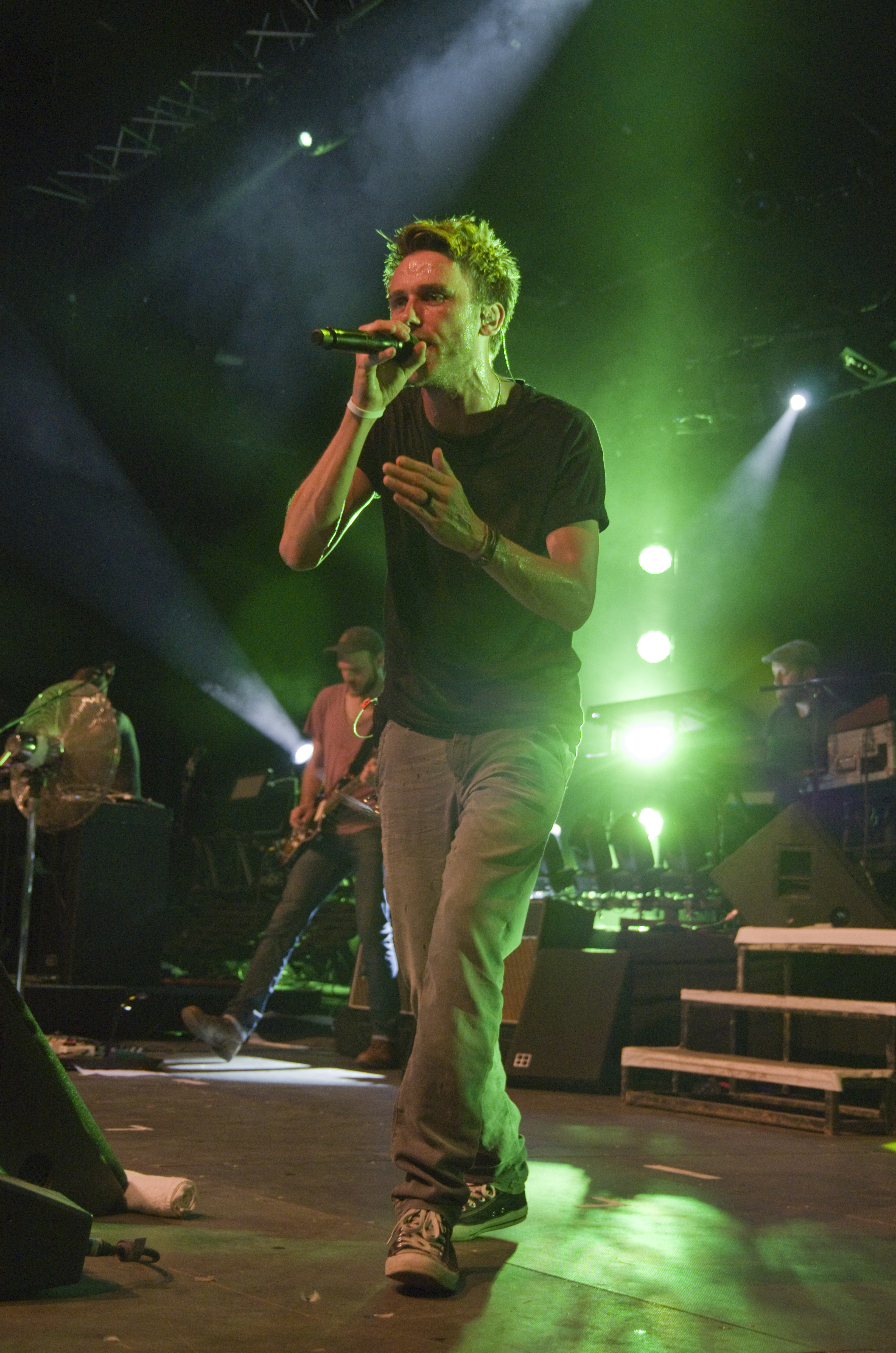
Zelt-Musik-Festival en 2015 Friburgo de Brisgovia, Alemania

Clueso (pronunciado klyˈzo) es el nombre artístico de Thomas Hübner, cantautor y productor alemán nacido el 9 de abril de 1980 en Erfurt.
En un principio, la música de Clueso empezó siendo freestyle rap, hip hop y reggae, si bien actualmente sus nuevos trabajos también tienen mucho que ver con el pop y el jazz.

## Biografía
Clueso toma su nombre del Inspector Clouseau  de la serie de películas de La Pantera Rosa, de Blake Edwards. Su carrera musical empieza en 1995 con la banda EFP 96 (Erfurt Projekt 1996), que después pasaría a llamarse Wostok MCs.
En 1998 Clueso abandona su formación como peluquero y conoce al que más tarde sería su mánager Andreas Welskop. Su primer vinilo aparece de la mano de la discográfica Sony BMG Music Entertainment. Al año siguiente se muda con su mánager a Colonia y en 2000 firma un contrato con Four Music. En 2001 se publica su primer álbum Text und Ton. Ese mismo año Clueso participa en los festivales MTV Hip Hop Open en Stuttgart y Beats for Life en Colonia.
Su segundo álbum aparece en 2004 y recibe el título de Gute Musik. En este álbum, en el que Clueso introduce notas pop en sus canciones, se caracteriza por tener un rap menos marcado que en las producciones anteriores, presenta canciones en inglés y cuenta con la colaboración de distintos artistas como Blumentopf, Steer M, Tilmann Jarmer, Delhia, Tim Neuhaus y el guitarrista de blues Jürgen Kerth. 
El 30 de enero de 2005 sale a la luz el sencillo Kein Bock zu geh’n. En febrero de 2005 representa con esta canción al estado de Thuringia, del que es natural, en el Bundesvision Song Contest en donde alcanza la sexta posición.
En octubre de 2005 Clueso inicia una gira por Italia de la mano del Goethe-Institut, con el objetivo de ayudar a la expansión del idioma alemán en el extranjero.
El de mayo de 2006 se publica su tercer álbum Weit weg, en la que se encuentra una de las canciones más conocidas por sus seguidores alemanes: Chicago.
El 3 de febrero de 2007 tiene lugar en Berlín un concierto en el que Clueso canta acompañado por los más de 70 instrumentos de la Filarmónica STÜBA. En 2007 se repite esta colaboración. Ese mismo año Clueso es el telonero del famoso cantante alemán Herbert Grönemeyer en su gira de mayo y junio. En 2007 obtiene una nominación al premio 1Live Krone de la emisora alemana 1Live a la mejor actuación en directo.
En septiembre de 2007 sale a la luz su sencillo Lala, banda sonora de la película alemana Leroy. El 14 de febrero de 2008 Clueso vuelve a representar a Thuringia en el Bundesvision Song Contest con la canción Keinen Zentimeter. Esta vez alcanza la segunda posición, a un punto del ganador. 
El 30 de mayo se publica su cuarto álbum: So sehr dabei. Su segundo y tercer sencillo serán respectivamente Mitnehm y Niemand an dich denkt.
El 4 de diciembre de 2008 Clueso recibe el premio 1Live Krone al mejor artista.
El 1 de abril de 2009 se publica el cuarto sencillo de su último disco, Gewinner. En abril de 2009 sale a la venta So sehr dabei - LIVE, una edición doble de su último disco con un DVD con actuaciones, entrevistas y canciones de álbumes anteriores.

## Discografía

### Álbumes
- 2001: Text und Ton
- 2003: Extended Player (EP)
- 2004: Gute Musik
- 2006: Weit weg
- 2008: So sehr dabei
- 2009: So sehr dabei - Live
- 2010: Clueso & STÜBA Philharmonie
- 2011: An und für sich
- 2014: Stadtrandlichter
- 2015: Stadtrandlichter - Live
- 2016: Neuanfang
- 2018: Handgepäck I

### Sencillos
- 2000: The Disk (con Metaphysics)
- 2000: Spiel da nich mit
- 2001: Sag mir wo
- 2003: Extended Player
- 2004: Wart' mal
- 2005: Kein Bock zu geh'n
- 2005: Pizzaschachteln
- 2005: Komm schlaf bei mir
- 2006: Chicago,  también la versión en directo
- 2006: Out of Space
- 2007: Lala
- 2008: Keinen Zentimeter
- 2008: Mitnehm'
- 2008: Niemand an dich denkt
- 2009: Gewinner
- 2011: Zu Schnell Vorbei
- 2011: Cello (Unplugged) (con Udo Lindenberg)
- 2012: All die Augenblicke (con BAP)
- 2012: Fühlt sich wie fliegen an (con Max Herre & Cro)
- 2014: Freidrehen
- 2016: Neuanfang
- 2017: Wenn du liebst (con Kat Frankie)
- 2017: Achterbahn
- 2018: Zusammen (con Die Fantastischen Vier)
- 2020: Sag mir was du willst
- 2020: Tanzen